# Elly De La Cruz
Elly Antonio De La Cruz (Sabana Grande de Boyá, República Dominicana, 11 de enero de 2002), más conocido como Elly De La Cruz, es un jugador profesional dominicano de béisbol que se desempeña en la posición de campocorto en Cincinnati Reds, equipo de las Grandes Ligas de Béisbol (MLB).

## Carrera
El 6 de junio de 2023, De La Cruz hizo su debut en la MLB con el equipo Cincinnati Reds, donde lleva jugando tres temporadas.